# Josef Navrkal
Josef Navrkal (25. ledna 1912 Vídeň-Brigittenau – 15. března 2003) byl český římskokatolický kněz, politický vězeň komunistického režimu a papežský kaplan.

## Život
Narodil se vídeňskému poštovnímu řidiči Josefu Navrkalovi a služebné Marii rozené Tumové, kteří pocházeli z Vysočiny a po vzniku Československa se s ním odstěhovali do Znojma. Zde v letech 1923 až 1931 vystudoval české reálné gymnázium a poté vstoupil do kněžského semináře v Brně, kde také 5. července 1936 přijal kněžské svěcení. Následně působil jako farní vikář ve farnosti u kostela sv. Václava v Mikulově a po zabrání Sudet nacistickým Německem na podzim 1938 byl přeložen do Modřic, avšak vzápětí nastoupil základní vojenskou službu, kterou strávil v Praze ve škole pro důstojníky duchovní služby v záloze. Když vznikl Protektorát Čechy a Morava, vrátil se na Moravu a od dubna 1939 ustanoven administrátorem farnosti na Moravci, zakrátko ale musel podstoupit těžkou operaci kvůli protržení slepého střeva. Po rekonvalescenci se stal farním vikářem v Mutěnicích a v srpnu 1942 byl přeložen do brněnské farnosti u katedrály sv. Petra a Pavla, kde byl roku 1946 ustanoven administrátorem. Mimo to působil v Brně jako účetní a expeditor biskupské konzistoře.
V roce 1949 byl zatčen za nepovolený tisk deseti tisíc výtisků Cyrilometodějského kancionálu, které měly být původně na žádost pražského arcibiskupa Msgre. Josefa Berana vytištěny pro pražskou arcidiecézi s názvem Svatováclavský kancionál; když však českoslovenští biskupové vydali pastýřský list Hlas československých biskupů a ordinářů věřícím v hodině velké zkoušky, ministerstvo kultury přislíbené povolení nevydalo a z větší části vyrobený kancionál byl dotištěn pod svým původním názvem. Po půlroce, který strávil ve vazbě nejprve v policejní budově na rohu Orlí a Novobranské ulice v Brně a poté ve znojemské věznici, byl roku 1950 byl bez soudního řízení propuštěn. V roce 1954 jej státní úřady označily za nespolehlivého, a proto musel odejít do Hodonic, kde se stal administrátorem farnosti. Dne 13. srpna 1957 byl ve Znojmě zatčen státní bezpečností, odvezen do Brna a opět vzat do vazby, během níž vyšetřovatel bez jeho přítomnosti prohledal hodonickou faru. Na základě tam nalezených kázání pak byl Josef Navrkal 26. listopadu 1957 odsouzen za trestný čin podvracení republiky k tříapůlletému trestu odnětí svobody, který si odpykával nejprve v uranových dolech v Bytízu a od srpna 1958 ve valdické věznici, kde pracoval jako brusič křišťálového lustrového skla.
Když jej 9. května 1960 propustili na amnestii, získal práci přípraváře hmot na užitkovou keramiku ve znojemských keramických závodech. Po dvou měsících odešel do Fruty, kde pracoval nejprve jako vařič rajského protlaku a poté, co se mu stal úraz, jako vyskladňovací dělník. Když skončila sezóna, z tohoto zaměstnání jej propustili, po měsíci však byl v roce 1961 přijat jako skladník v Československých automobilových opravnách. Roku 1966 se mu podařilo získat státní souhlas k výkonu duchovenské činnosti, a tak začal při svém civilním zaměstnání působit jako výpomocný duchovní v Prosiměřicích, Těšeticích u Znojma, Konicích u Znojma a Popicích u Znojma a občas také v Únanově a Moravské Nové Vsi. V prosinci 1969 se pak stal administrátorem farnosti v Olbramkostele. Od roku 1978 už mohl být jen výpomocným duchovním ve Starém Hobzí, náležejícím administrativně do Jihočeského kraje, a to jako důchodce bez nároku na plat. Teprve v říjnu 1993 byl ustanoven farářem v Lechovicích, jímž zůstal až do své smrti. Dne 16. ledna 2000 jej papež Jan Pavel II. jmenoval kaplanem Jeho Svatosti.